# Ražňany
Ražňany est un village de Slovaquie situé dans la région de Prešov.

## Histoire
Première mention écrite du village en 1248.

## Démographie

### Évolution de la population
| Année:               | 1994. | 2004.   | 2014.   | 2024.    |
| -------------------- | ----- | ------- | ------- | -------- |
| Nombre de personnes: | 1354  | 1443    | 1504    | 1657     |
| Différence:          |       | +6,57 % | +4,22 % | +10,17 % |

| Année:               | 2023. | 2024.   |
| -------------------- | ----- | ------- |
| Nombre de personnes: | 1660  | 1657    |
| Différence:          |       | -0,18 % |